# Nuestra Señora de Atocha
|  | Per a altres significats, vegeu «basílica d'Atocha». |

El Nuestra Señora de Atocha va ser un vaixell que formava part de la Flota d'Índies, enfonsat el 1622 davant les costes de Florida. Mel Fisher va descobrir el 20 de juliol de 1985 el derelicte amb un carregament important d'or i plata, calculat en 400 milions de dòlars.

## Descripció del navili
El Nuestra Señora de Atocha, la qual estava molt armada, navegava com l'almirall o rereguarda de la flota. Com a tal, seguia a la resta per evitar un atac de la flota per darrere. Per a més protecció portava el nom del més sagrat dels santuaris de Madrid. Havia estat construït per a la corona a l'Havana en 1620 i pesava 550 tones. Tenia 112 peus d'eslora, 34 peus de mànega i 4 peus de calat. Portava pals trinquets i grans amb veles quadres i un pal de messana amb vela llatina. L'Atocha tindria el castell de proa alt, combes a sota i castell de popa alta d'un galió típic de començaments del segle xvii. Havia fet solament un viatge previ a Espanya, durant el qual el seu pal major es va trencar i va haver de ser reemplaçat.

## Càrrega en l'últim viatge
Per al viatge de tornada de 1622, l'Atocha portava un carregament que actualment és difícil de concebre: 24 tones de plata en 1038 lingots, 180.000 pesos en monedes de plata, 582 lingots de coure, 125 barres i discos d'or, 350 cofres d'indi, 525 fardells de tabac, 20 canons de bronze i 1200 lliures d'argenteria treballada. A això es poden afegir articles passats de contraban per evitar impostos, així com joies i béns personals no registrats.

## Enfonsament
El Nuestra Señora de Atocha es va enfonsar amb 265 persones a bord. Només cinc d'elles, tres mariners i dos esclaus, van sobreviure en aferrar-se a la soca del pal de messana, que va ser l'única part del galió naufragat que no es va enfonsar. Els socorristes van tractar d'entrar al buc submergit, però van trobar les escotilles fermament assegurades. Els 55 peus de profunditat del mar eren massa per permetre que el tractessin d'obrir. Van assenyalar el lloc on va sotsobrar i van passar a rescatar la gent i el tresor de la Santa Margarida i Mare de Déu del Rosari, altres embarcacions que també van sucumbir a la tempesta. El 5 d'octubre, un segon huracà va assotar la zona i va destruir encara més les restes de l'Atocha. Durant els següents 60 anys, equips espanyols de salvament van buscar el galió, però mai van se'n trobar cap rastre. Semblava que havia desaparegut per sempre.

## Recerca i rescat

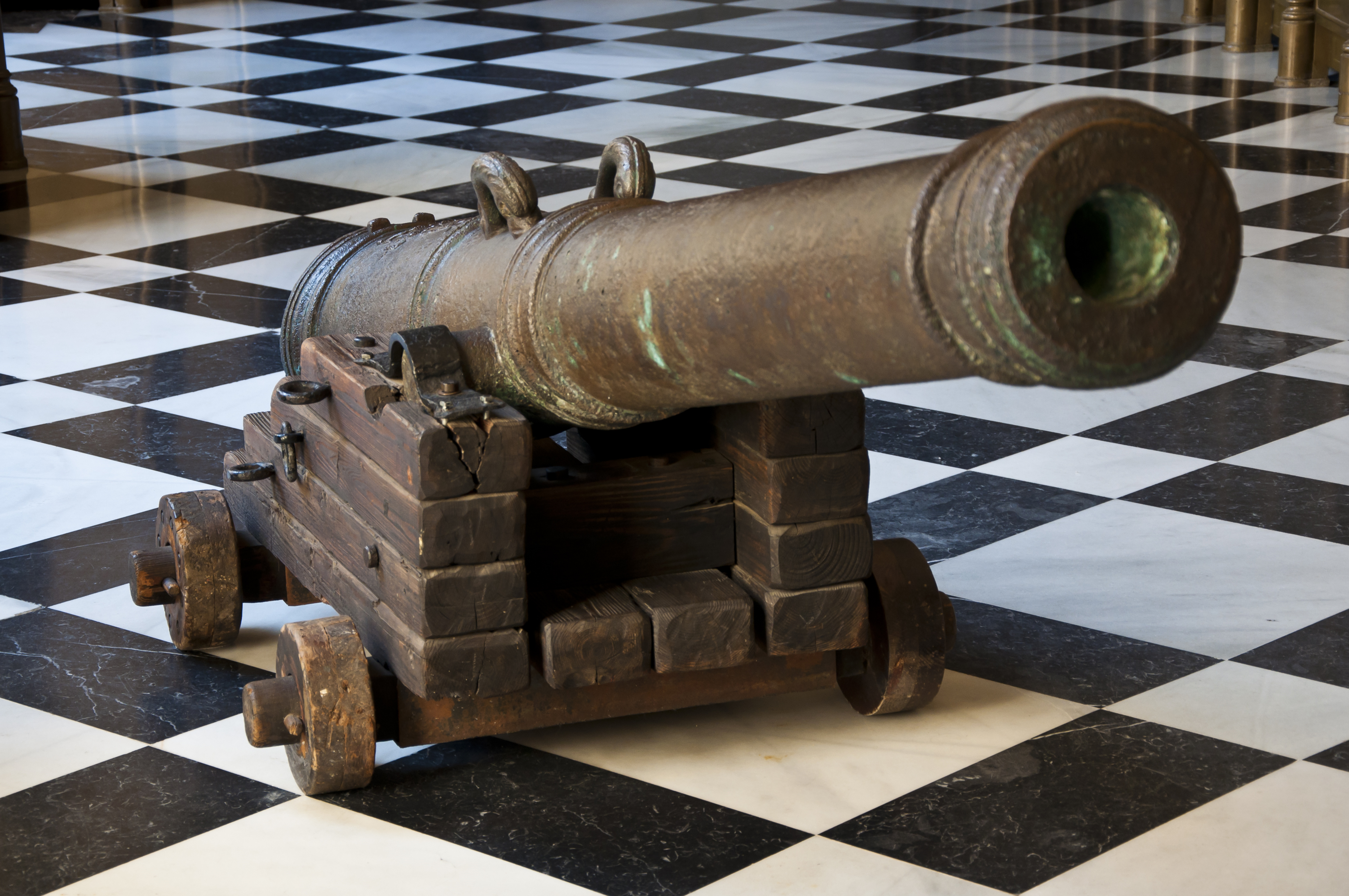
Canó del Nuestra Señora de Atocha - Archivo General de Índias

El 1969, Mel Fisher i la seva tripulació de Treasure Salvors van iniciar l'assídua recerca del tresor de l'Atocha, la qual va durar 16 anys. Utilitzant uns deflectors en les seves hèlixs que havien inventat per moure la sorra, els quals anomenaven "bústies", i magnetòmetres de protons especialment dissenyats, es van passar anys seguint el rastre de les elusives restes, de vegades sense trobar res durant mesos, per després descobrir trossets de tresor i artefactes que, temptadorament, indicaven la proximitat de la nau i el seu carregament.
El 1973, van trobar tres lingots de plata, els pesos i la numeració corresponien al manifest de l'Atocha, el qual havia estat copiat de l'original a Sevilla. Això va verificar que Fisher estava a prop del filó principal de les restes de la nau. El 1975, el seu fill Dirk va trobar cinc canons de bronze, les marques dels quals van concloure la identificació de l'Atocha. Tot just uns quants dies més tard, Dirk i la seva muller Angel i el bus Rick Gage van morir quan va sotsobrar una de les embarcacions de salvament. Malgrat això, Fisher i el seu intrèpid equip va perseverar.
Pel 1980, havien trobat una porció significativa de les restes del Santa Margarita, juntament amb una fortuna en barres d'or, joies i monedes de plata. El 13 de maig de 1980, el fill de Fisher, Kane, va descobrir una secció completa del buc de fusta del Santa Margarida sota el pes de les pedres de llast, obusos de ferro i artefactes d'Espanya del segle xvii. El 20 de juliol de 1985, Kane Fisher, capità de l'embarcació de salvament Dauntless, va enviar un joiós missatge a l'oficina del seu pare: "Guarda les cartes. Trobem el filó principal!" L'eufòrica tripulació va descriure la seva troballa com un escull de barres de plata. Al cap de dies, les marques del noliejador en els lingots van ser verificades amb el manifest del carregament de l'Atocha, la qual cosa va confirmar l'afirmació triomfal de Kane. Finalment, s'havia trobat el filó principal de les restes, i va començar l'excavació del que comunament es denominava "les restes de la nau naufragada del segle".

## Llegat i exhibició dels tresors
Actualment, els artefactes i tresors de l'Atocha i Santa Margarida constitueixen la part principal de la col·lecció del Mel Fisher en el Maritime Heritage Society Museum. Els articles trobats suposen una fortuna en lingots i monedes d'or i plata que estaven destinades als cofres d'Espanya; un cinturó d'or sòlid i un collaret encastat amb pedres precioses, un calze d'or dissenyat per prevenir que els que prenien d'ell fossin enverinats, una placa d'or amb elaborades decoracions, una cadena d'or que pesa més de set lliures, una multitud de maragdes de contraban, entre elles un impressionant vidre hexagonal sense tallar de 77,76 quirats que els experts han determinat prové de la mina Muzo de Colòmbia; joies religioses i seculars, i argenteria.